# Gebinde (Holzbau)
Im Zimmereiwesen bezeichnet Gebinde:
- der konstruktive Verbund jeweils zweier senkrechter Ständer (Stiele, Pfosten) mit zugeordneten waagerechten Bauteilen wie Riegel, Rähm, Schwelle oder Pfette, wie es etwa im traditionellen Fachwerkbau üblich ist. Siehe auch Pfosten-Riegelkonstruktion im Fassadenbau.
- beim Dachtragwerk entweder
  - den Verbund eines Sparrenpaars (Gespärre oder Bundgespärre)[1] mit dem Dachbalken (Bundbalken) oder Kehlbalken zu einem aussteifenden Dreieck, wie es beim Sparrendach üblich ist (wenn das Sparrenpaar von außen sichtbar, frei vor dem Giebel liegt, spricht man von Freigebinde)
  - Dachbinder, die traditionell in einem Abstand von 4,5 bis 6 m stehen und als Hänge- oder Sprengwerk ausgebildet sind. Beim Pfettendach stützen sie die Pfetten ab (sofern diese nicht ohnehin auf Stützen oder inneren Trennwänden aufliegen) und bilden somit das Haupttragwerk einer Dachkonstruktion. Beim Sparren- und speziell beim Kehlbalkendach tragen sie oft keine ständigen Lasten (da diese bereits vom Sparren„gebinde“ aufgenommen werden), sondern dienen der Aussteifung bei Wind- und einseitiger Schneelast, um die Durchbiegung der Dachfläche zu begrenzen.[2]